# Marco Guzzi
Marco Guzzi (Roma, 25 marzo 1955) è un poeta, filosofo e conduttore radiofonico italiano.

## Biografia
Laureato in giurisprudenza e  filosofia, ha coltivato in particolare l'interesse per la poesia e la filosofia tedesca, perfezionandosi presso le Università di Friburgo in Brisgovia e Bonn. Le sue attività principali, nel campo culturale, hanno spaziato dalla partecipazione a trasmissioni radiofoniche culturali giovanili alla pubblicazione di numerose raccolte di poesia, alla redazione di numerosi saggi filosofici, in cui la filosofia contemporanea, in particolare heideggeriana, si coniuga a una profonda rimeditazione dei temi della teologia cattolica. A questa attività culturale, sviluppata anche in numerosi seminari tenuti, dal 1985 al 2002, come direttore dei seminari del Centro studi Eugenio Montale, si è affiancata la conduzione di trasmissioni per Radio Rai, fra le quali Dentro la sera, 3131, Lo specchio del cielo e Sognando il giorno.
Nel 1999 ha fondato e avviato l'esperienza dei Gruppi Darsi-pace, una ricerca sperimentale di liberazione interiore nell'orizzonte di una riconiugazione tra fede cristiana e modernità.
Dal 2004 dirige la collana "Crocevia" presso le Edizioni Paoline.
Dal 2005 tiene corsi presso il "Claretianum", Istituto di Teologia della Vita Consacrata dell'Università Lateranense. Dal 2008 è professore invitato nella Facoltà di Scienze dell'Educazione dell'Università Pontificia Salesiana.
Nel 2009 Benedetto XVI lo ha nominato membro della Pontificia Accademia di Belle Arti e Lettere dei Virtuosi al Pantheon.
Guzzi è sposato e ha tre figli.

## La poesia
La poetica di Guzzi, fin dall'inizio, si è concepita come un'esperienza spirituale, una ricerca di stati più dilatati della coscienza, sulla scia della linea che da Hölderlin, e attraverso Rimbaud, arriva fino all'ermetismo italiano. 
Di raccolta in raccolta, la scrittura è diventata sempre più limpida fino ad approdare a una concezione profetica e meditativa della scrittura in versi.
La parola, da strumento di autoanalisi, diventa così veicolo dell'annuncio di una rivoluzione teo-cosmologica, oltre che di una svolta interiore.

## Il pensiero
Sulla scia di questa evoluzione della sua poetica, la ricerca teoretica di Guzzi ha affrontato, in particolare nel saggio filosofico La svolta, significativamente sottotitolato "La fine della storia e la via del ritorno", il tema del cambiamento epocale che a suo avviso l'uomo è chiamato a conoscere e riconoscere, dentro e fuori di sé. Questo cambiamento comporta, secondo Guzzi, l'abbandono di tutte quelle resistenze che impediscono all'uomo di aprirsi all'ascolto del messaggio cristiano: solo un ascolto autenticamente rigenerante della parola di Dio, intesa come appello alla rinascita innanzitutto personale, potrà consentire, secondo Guzzi, il superamento della crisi individuale e storica in cui versa l'uomo contemporaneo.
La proposta teorica di Guzzi si concretizza, quindi, specialmente a partire dal volume Darsi pace - Un manuale di liberazione interiore, in un vero e proprio cammino di autotrasformazione, a partire dalle proprie difficoltà personali; un lavoro interiore di formazione e di riflessione, che passa anche attraverso il linguaggio profetico e meditativo dei maggiori poeti e dei testi religiosi, per raggiungere, attraverso un percorso di rivelazione, la liberazione nel segno della pace.
La teorizzazione si pone perciò a servizio dei processi concreti di trasformazione interiore proposti nei Gruppi Darsi-pace.

## Opere

### Raccolte di poesia
- Anima in vetrina, 1977
- Il Giorno, Scheiwiller, 1988
- Teatro Cattolico, Jaca Book, 1991
- Figure dell'ira e dell'indulgenza, Jaca Book, 1997
- Preparativi alla vita terrena, Passigli, 2002
- Nella mia storia Dio, Passigli, 2005
- Parole per nascere, Edizioni Paoline, 2014

### Saggi di filosofia e di religione
- La Svolta, Jaca Book 1987
- Rivolgimenti, Marietti 1990
- L'Uomo Nascente, Red, 1997
- Passaggi di millennio, Edizioni Paoline, 1998
- L'Ordine del Giorno, Edizioni Paoline, 1999
- Cristo e la nuova era, Edizioni Paoline, 2000
- La profezia dei poeti, Moretti e Vitali, 2002
- Darsi pace, Edizioni Paoline, 2004
- La nuova umanità, Edizioni Paoline, 2005
- Per donarsi, Edizioni Paoline, 2007
- Yoga e preghiera cristiana, Edizioni Paoline, 2009
- Dalla fine all'inizio, Edizioni Paoline, 2011
- Dodici parole per ricominciare, Ancora 2011
- Il cuore a nudo, Edizioni Paoline, 2012
- Buone Notizie, Ed. Messaggero 2013
- Imparare ad amare, Edizioni Paoline 2013
- L'Insurrezione dell'umanità nascente, Edizioni Paoline, 2015
- Fede e Rivoluzione, Edizioni Paoline 2017
- Facebook - Il profilo dell'Uomo di Dio, Edizioni Paoline 2017
- Alla ricerca del continente della gioia, Edizioni Paoline 2019
- Dizionario della lingua inaudita - Lingua e Rivoluzione, Edizioni Paoline 2019
- La vita è l'opera, Edizioni Paoline 2020
- Non vedi che già sorge il nuovo giorno?, Edizioni Paoline 2021
- La Svolta - La fine della storia e la via del ritorno, Edizioni Paoline 2022
- Gli Anni d'Oro - 2020-2026, Edizioni Paoline 2024